# Шахназаров Олександр Багратович
Шахназаров Олександр Багратович (7 (20) серпня 1902, Баку — 1997, Сімферополь) — радянський і український лікар-терапевт вірменського походження. Професор Кримського медичного інституту, зав. кафедрою пропедевтики внутрішніх хвороб (з 1947 року).. Учасник Німецько-радянської війни.

## Біографія
Олександр Багратович Шахназаров народився в сім'ї народного вчителя 7 (20) серпня 1902 року. Закінчив Бакинське реальне училище.
У 1919—1929 роках працював у Баку — креслярем на машинобудівному заводі імені лейтенанта Шмідта, інструктором Центрального Правління Азербайджанського відділу Спілки гірників СРСР. Одночасно з 1924 по 1929 роки навчався на медичному факультеті Азербайджанського Державного Університету імені В. І. Леніна.

### Після закінчення університету працював
- 1929—1937 — клінічний ординатор, асистент, доцент в Азербайджанському медичному інституті.
- 1937—1941 — працював в першому Ленінградському медичному інституті імені академіка І. П. Павлова.
- Червень 1941 — жовтень 1945 — учасник Німецько-радянської Війни — начальник евакогоспіталів, головний терапевт евакогоспіталів МЕП-100.
- 1947—1979 — Професор Кримського медичного інституту, зав. кафедрою пропедевтики внутрішніх хвороб.
- 1979—1987 — консультант Обласного госпіталю для інвалідів ВВВ та обласної консультативної поліклініки.

## Наукові ступені
- 1935 рік — кандидат медичних наук
- 1939 рік — доктор медичних наук. Дисертація на тему «Вплив йодистого хлористого калію і натрію на холестіріновий обмін у атеросклеротіков»

## Внесок у науку
- Опубліковано понад 140 праць, з низ 8 монографій.
- Відповідальний редактор п'яти томів збірників праць КМІ (томи 36, 37, 45, 50, 52).
- Співробітниками кафедри та практичними лікарями під керівництвом Олександра Багратовича Шахназарова захищені 3 докторські та 19 кандидатських дисертацій, опубліковано 328 робіт.
- Численні виступи на Міжнародних (2 доповіді), Всесоюзних (7 доповідей) і Республіканських (УРСР — 3, БРСР — 2 доповіді) конгресах і з'їздах.

Олександр Багратович Шахназаров брав активну участь у громадській роботі. У тому числі був Головою Кримського наукового товариства терапевтів (з 1956 по 1992 рр..), Членом редакційної ради журналу «Лікарська справа» (з 1957 року).

## Нагороди та звання
- Орден Трудового Червоного Прапора — 1966 р.
- Ордена Вітчизняної війни 2 ступеня — 1985
- Медаль «За оборону Кавказу» — 1944
- Медаль «За перемогу над Німеччиною у Великій Вітчизняній війні 1941—1945 рр.» — 1945 р.
- Медаль «С. П. Боткіна» — за великий внесок у теорію і практику медицини і охорони здоров'я — 1985
- «Відмінник охорони здоров'я» — 1939 р.
- Інші медалі та почесні грамоти.

## Пам'ять

меморіальна дошка

На будівлі Кримського державного медичного університету імені С. І. Георгієвського у Сімферополі Олександру Шахназарову встановлено меморіальну дошку.

## Цікаві факти з життя
- Свою останню статтю «Звукові феномени в діагностиці вроджених вад серця» опублікував на 94 році життя.
- Був вивезений з весілля дочки, тому що була потрібна термінова консультація для шейха, який перебував з візитом у Криму.
- Лікував  Ю. А. Гагаріна,  Л. І. Брежнєва та багатьох інших знаменитостей, які відпочивали у Криму.
- Неодноразово запрошувався на високі посади в провідних ВНЗ та НДІ Москви та Києва, але завжди відмовлявся, не бажаючи залишати Крим.
- Для безпомилкової діагностики будь-якого серцево-судинного захворювання професору, як правило, вистачало послухати пацієнта за допомогою фонендоскопу, попросити його кілька разів присісти і ще раз послухати. Згодом, технічні засоби завжди підтверджували правильність діагнозу.
- За твердженнями багатьох студентів, на лекціях професора стояла така тиша, що можна було почути муху, що пролітає.
- Ведучи здоровий спосіб життя, перед обідом випивав маленьку чарочку коньяк у. Коньяк радив заїдати не лимоном, а персиком.
- Існує легенда, що під час вручення дипломів, викинув у вікно диплом сина секретаря обкому партії, оскільки вважав, що знання даного випускника не відповідають вимогам. За іншою (ймовірно, правдоподібнішою) версії професор викинув у вікно заліковку першого секретаря комсомольської організації інституту, яка дорівнювала райкому ВЛКСМ.
- Існує легенда, згідно з якою професор рекомендував підтримувати себе в гарній фізичній формі в такий спосіб — розсипати коробок сірників, а потім знову його зібрати, схиляючись за кожною сірником окремо.